# واریک‌شر
واریک‌شر (به انگلیسی: Warwickshire) یکی از شهرستان‌های کشور انگلستان است که در ناحیهٔ میدلند غربی قرار دارد.
این شهرستان در سال ۲۰۱۱ میلادی ۵۴۵٬۴۷۴ نفر جمعیت داشته و مرکز آن شهر واریک است.
شهرستان واریک‌شر در سال ۱۹۶۵ تأسیس شده‌است.
این نام را در فارسی به‌صورت «وارویک‌شایر» هم می‌نویسند و تلفظ می‌کنند.

## بخش‌ها
1. واریک‌شر شمالی
2. نانیتون و بدوورث
3. بورو آف راگبی
4. بخش استراتفورد اون آوون
5. بخش واریک